# Kurt Vile
Kurt Samuel Vile, född 3 januari 1980 i Landsdowne, Pennsylvania, är en amerikansk sångare, gitarrist och producent, bäst känd för sin solokarriär med kompbandet The Violators. Han var också med och bildade indierockbandet The War on Drugs med Adam Granduciel 2005. Vile valde dock att lämna bandet 2008 efter de släppte studioalbumet Wagonwheel Blues, han är dock med och spelar elektrisk gitarr i låtarna "Best Night" och "It's Your Destiny" på The War on Drugs andra studioalbum Slave Ambient, som släpptes 2011.
Hans största inspiratörer till sin musik är Bob Dylan, Pavement, Bruce Springsteen, Neil Young, Tom Petty och John Fahey.

## Diskografi

### Studioalbum
- Constant Hitmaker (2008)
- God Is Saying This to You... (2009)
- Childish Prodigy (2009)
- Smoke Ring for My Halo (2011)
- Wakin on a Pretty Daze (2013)
- B'lieve I'm Goin Down... (2015)
- Bottle It In (2018)

### Samarbeten
- Lotta Sea Lice (2017, med Courtney Barnett)